# Lituanie
Lithuanie
République de Lituanie
(lt) Lietuvos Respublika
La Lituanie, écrite aussi Lithuanie (en lituanien : Lietuva), en forme longue la république de Lituanie (Lietuvos Respublika), est un État souverain d'Europe du Nord dont le territoire s'étend sur le flanc oriental de la mer Baltique. Le territoire possède des frontières terrestres avec la Biélorussie à l'est, la Lettonie au nord ainsi que la Pologne et la Russie (exclave de Kaliningrad) au sud.
La Lituanie est une république unitaire ayant un régime parlementaire. Elle a pour capitale Vilnius et pour langue officielle le lituanien. En 2025, la population de la Lituanie est d'environ 2,8 millions d'habitants.
D'abord habité par des tribus baltes apparentées aux Lettons et aux Prussiens depuis le IVe millénaire av. J.-C., le territoire de la Lituanie est unifié pour résister aux invasions des moines-soldats allemands lors des croisades baltes. Durant le Moyen Âge, les Lituaniens possèdent leur propre État sous la forme d'un grand-duché qui s'allie puis s'unit avec la Pologne voisine. Au cours de l'histoire, l'union de Pologne-Lituanie forme l'une des plus grandes puissances européennes. Elle étend son territoire en Europe de l'Est au point d'atteindre la mer Noire, avant d'être démantelée et intégrée dans l'Empire russe. L'influence tardive du libéralisme et du nationalisme romantique dans cette région d'Europe pousse les lituaniens à s'émanciper des tutelles russes et polonaises à partir du XIXe siècle. Profitant de l'instabilité consécutive à la révolution russe, les Lituaniens recréent leur État à partir de 1918. La république de Lituanie est reconnue par les grandes puissances occidentales après ses victoires lors des multiples guerres d'indépendance en 1920. Lors de la Seconde Guerre mondiale, la population lituanienne et ses minorités sont victimes de crimes de masse par l'Allemagne nazie ainsi que de persécutions et de déportations par l'Union soviétique. À la suite de la guerre, l'URSS annexe le territoire jusqu'en 1991, date à laquelle la Lituanie retrouve son indépendance.
La Lituanie réintègre à partir des années 1990 la sphère d'influence européenne. Elle rejoint l'Union européenne et l'OTAN en 2004. La Lituanie est également membre de la zone euro, de l'ONU, de l'Organisation mondiale du commerce (OMC), du Conseil de l'Europe, de l'espace Schengen, de l'OCDE ou encore du Conseil des États de la mer Baltique, et est observateur au Conseil nordique et à l'Organisation internationale de la francophonie.
Pays de culture balte possédant un folklore, une origine et une langue semblables à celles de la Lettonie, la Lituanie a été influencée par la culture polonaise dominante pendant des siècles. Malgré sa population déclinante et son statut de petite nation, la Lituanie est un pays développé avec un indice de développement humain élevé et une destination touristique de premier plan.

## Géographie

### Géographie générale

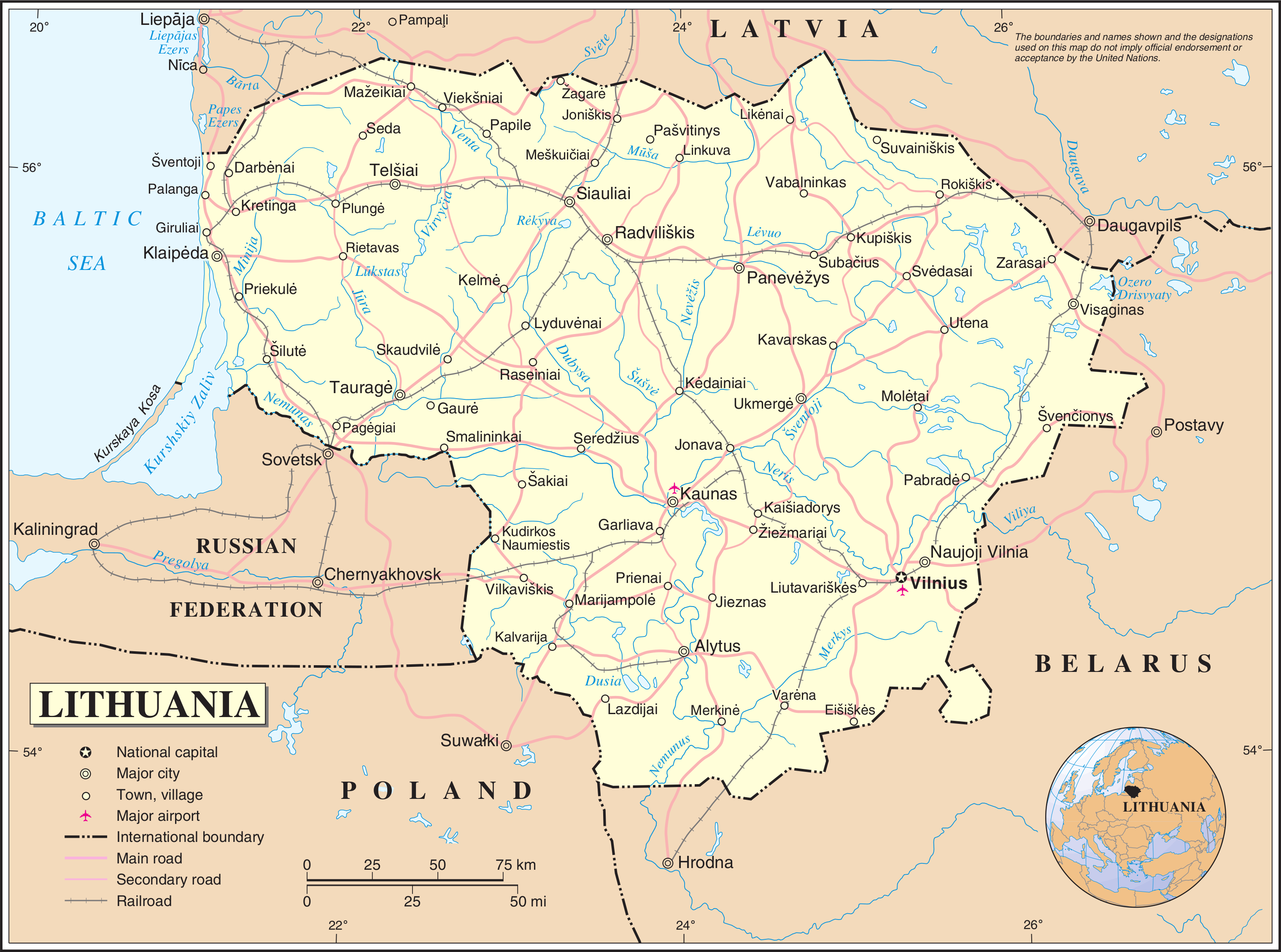
Carte de la Lituanie.

La Lituanie est entourée au nord et au nord-est par la Lettonie, à l'est et au sud-est par la Biélorussie, au sud-ouest par la Pologne et l'exclave russe de Kaliningrad. Le pays est bordé par la mer Baltique sur son flanc occidental.
La Lituanie, comme ses deux voisins baltes (au nord), est dotée d'un climat continental dans les terres et les influences maritimes de la Baltique sur la côte. L'hiver commence dès le mois de novembre et les températures peuvent descendre jusqu'à −30 °C. Le printemps est relativement court et débute mi-avril par la fonte des neiges, engendrant des campagnes boueuses. L'été est plutôt chaud, avec un mercure variant de 17 à 30 °C dans la capitale. Néanmoins, la frange maritime de la Lituanie (à l'ouest) est marquée par des précipitations importantes.
La Lituanie est un pays plutôt plat et la majeure partie de son territoire, située sur le bassin du Niémen, ne dépasse pas 250 mètres d'altitude. Le pays est composé de 45 % de terres agricoles et de 35 % de forêts,, avec de nombreux petits lacs.

### Villes
(juin 2025).
| No | Nom         | Apskritis                | Pop.    |
| -- | ----------- | ------------------------ | ------- |
| 1  | Vilnius     | Apskritis de Vilnius     | 542 366 |
| 2  | Kaunas      | Apskritis de Kaunas      | 374 643 |
| 3  | Klaipėda    | Apskritis de Klaipėda    | 192 307 |
| 4  | Šiauliai    | Apskritis de Šiauliai    | 130 587 |
| 5  | Panevėžys   | Apskritis de Panevėžys   | 117 395 |
| 6  | Alytus      | Apskritis d'Alytus       | 70 747  |
| 7  | Marijampolė | Apskritis de Marijampolė | 47 613  |
| 8  | Mažeikiai   | Apskritis de Telšiai     | 41 309  |
| 9  | Jonava      | Apskritis de Kaunas      | 34 993  |
| 10 | Utena       | Apskritis d'Utena        | 33 240  |
| 11 | Kėdainiai   | Apskritis de Kaunas      | 31 980  |
| 12 | Telšiai     | Apskritis de Telšiai     | 30 098  |
| 13 | Visaginas   | Apskritis d'Utena        | 28 348  |
| 14 | Tauragė     | Apskritis de Tauragė     | 27 662  |
| 15 | Ukmergė     | Apskritis de Vilnius     | 25 886  |
| 16 | Plungė      | Apskritis de Telšiai     | 23 381  |
| 18 | Kretinga    | Apskritis de Klaipėda    | 22,236  |
| 17 | Šilutė      | Apskritis de Klaipėda    | 21,760  |
| 19 | Radviliškis | Apskritis de Šiauliai    | 20 339  |
| 20 | Palanga     | Apskritis de Klaipėda    | 17 796  |

## Histoire

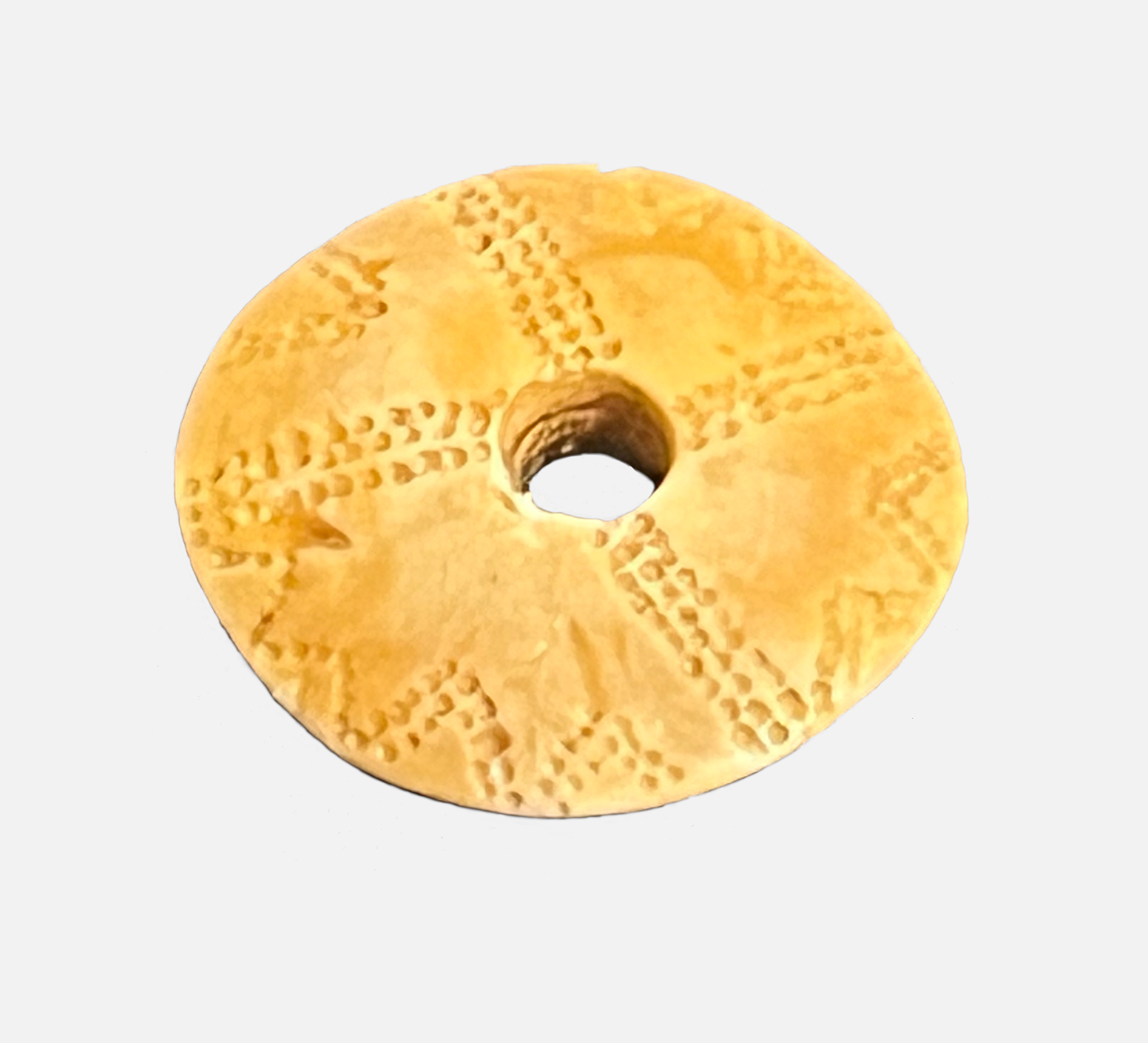
Disque d'ambre, période néolithique, 3096-2885 av. J.-C., Lituanie.

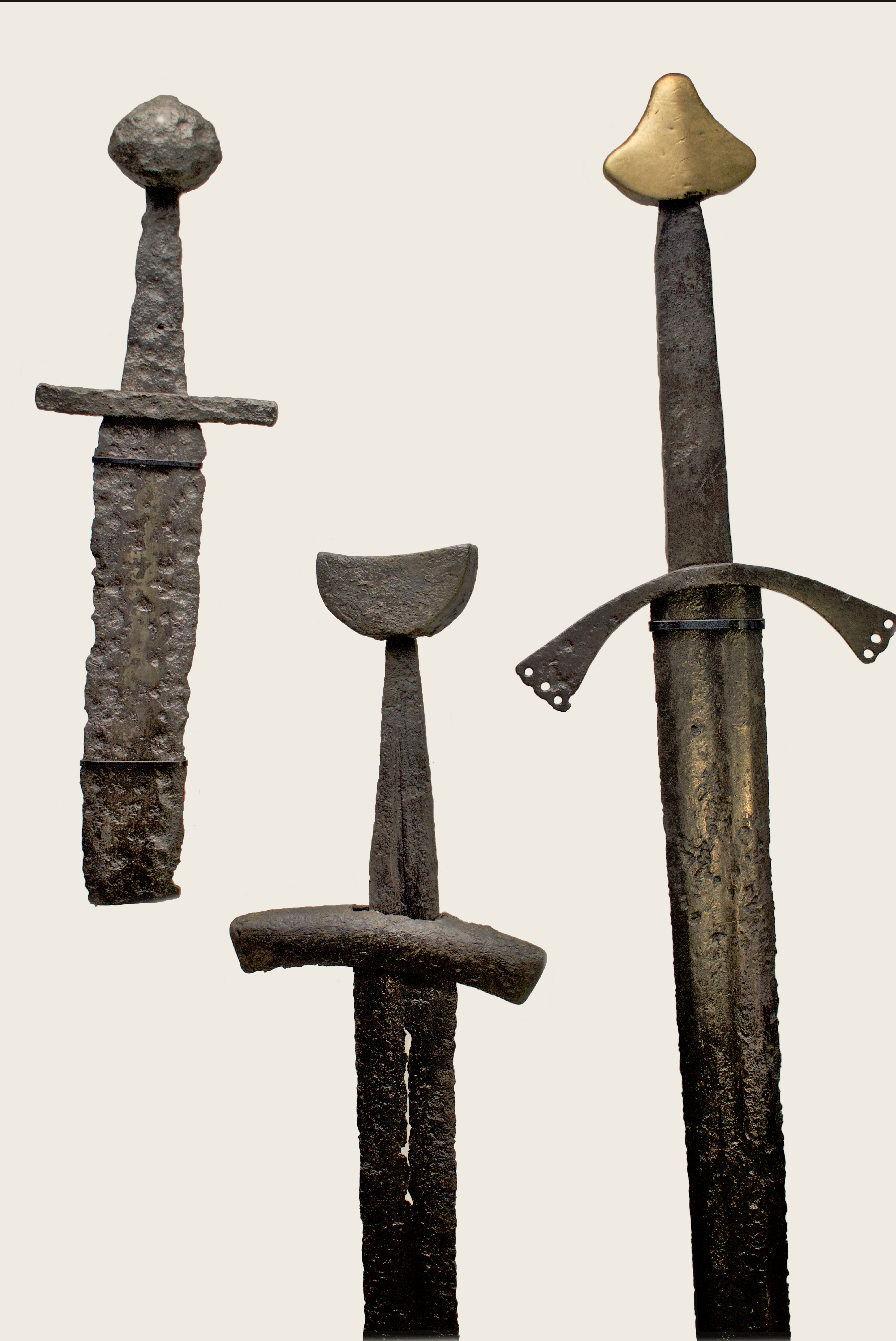
Épées lituaniennes au XIII.

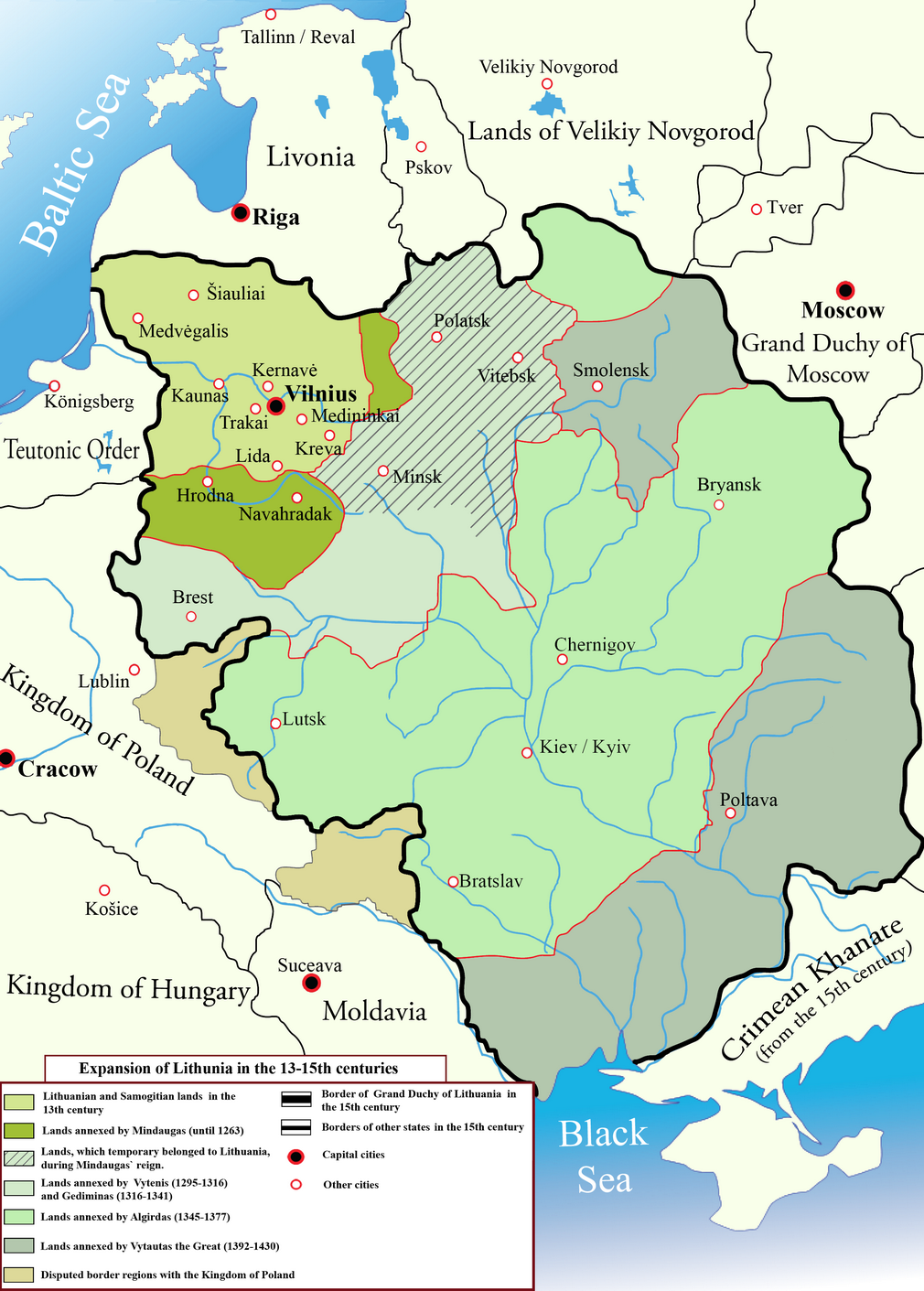
Le grand-duché de Lituanie aux.

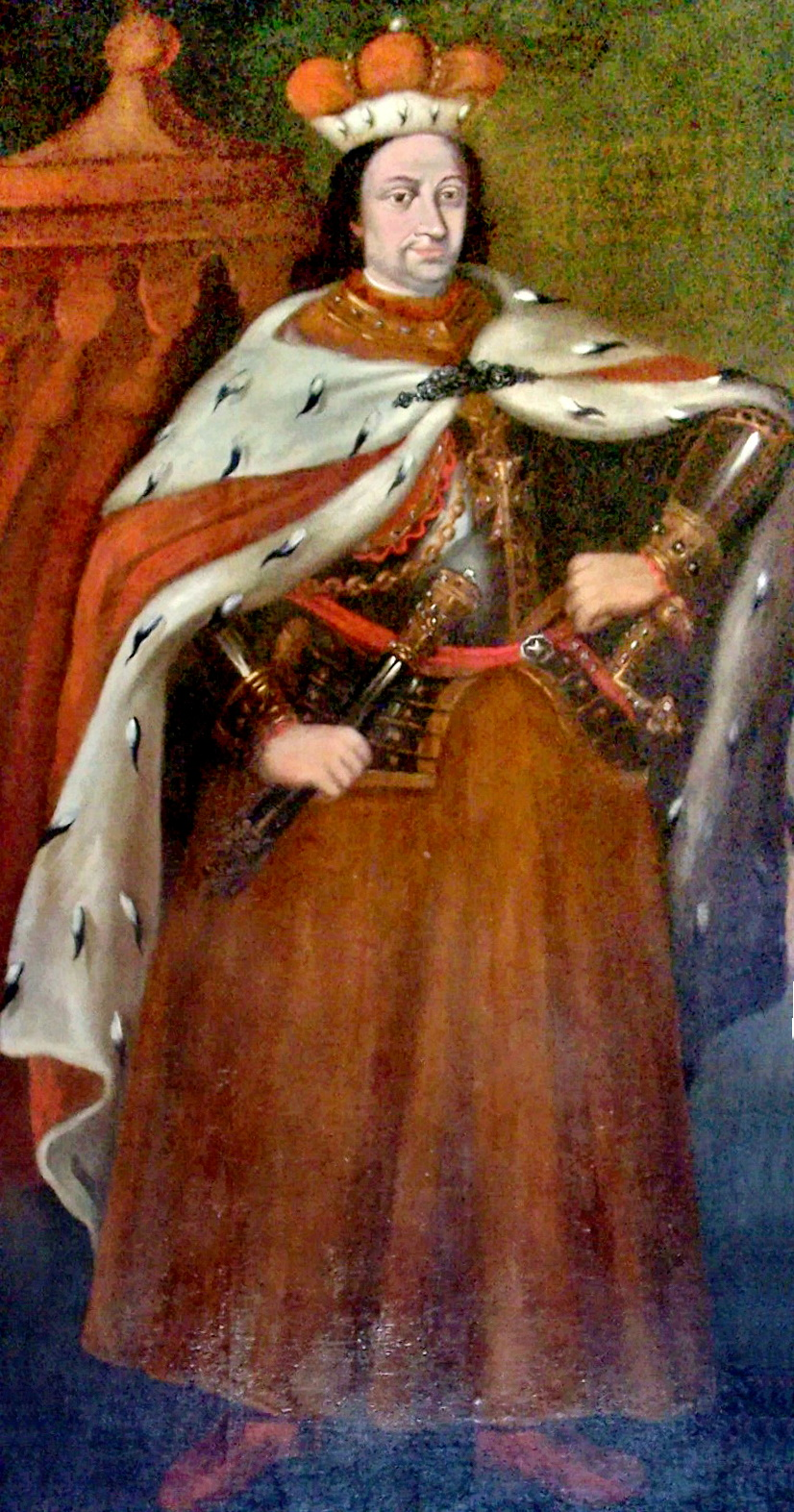
Vytautas le Grand portant une couronne de Gediminids.

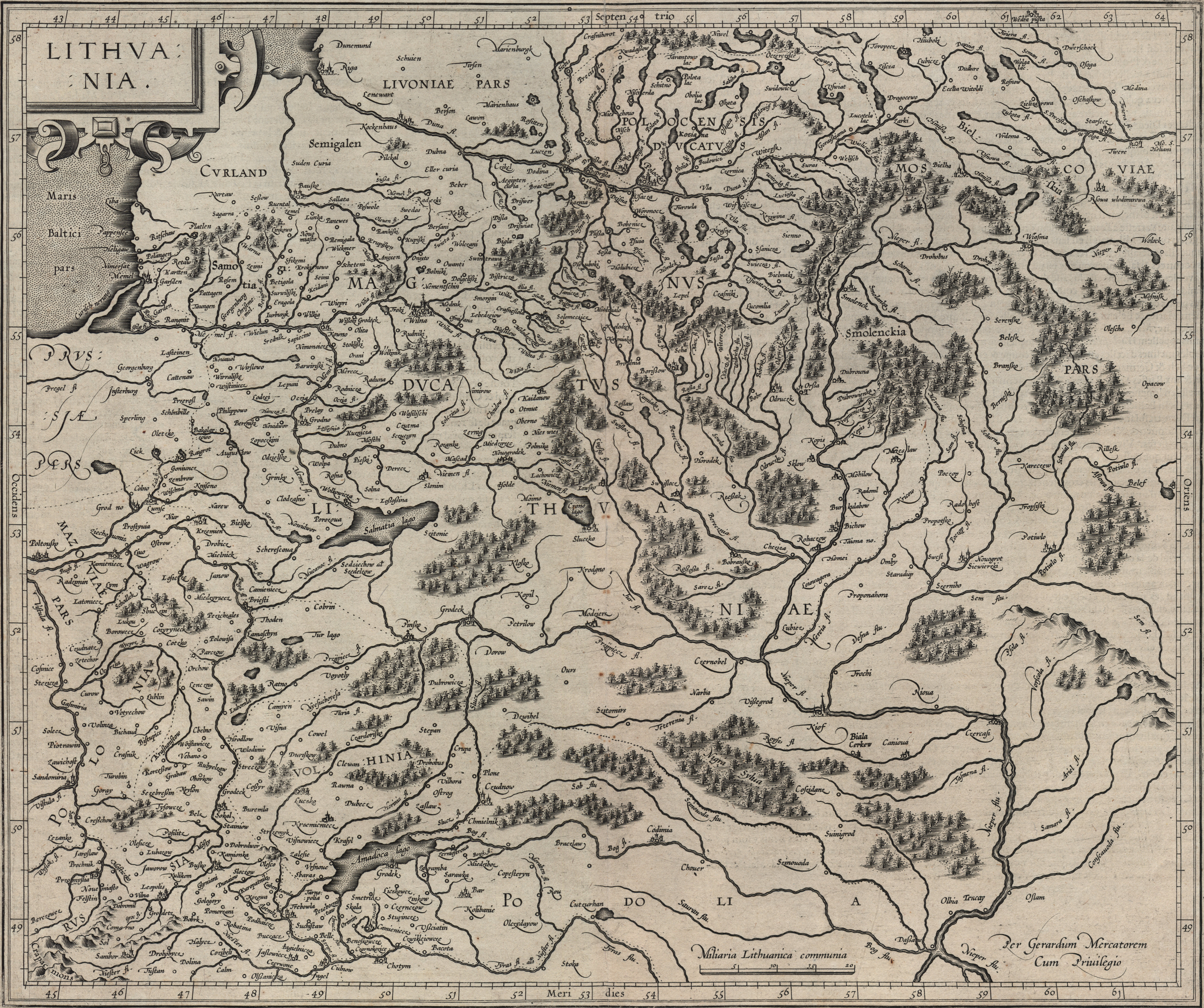
Carte de la Lituanie par Gérard Mercator, publiée en 1609.

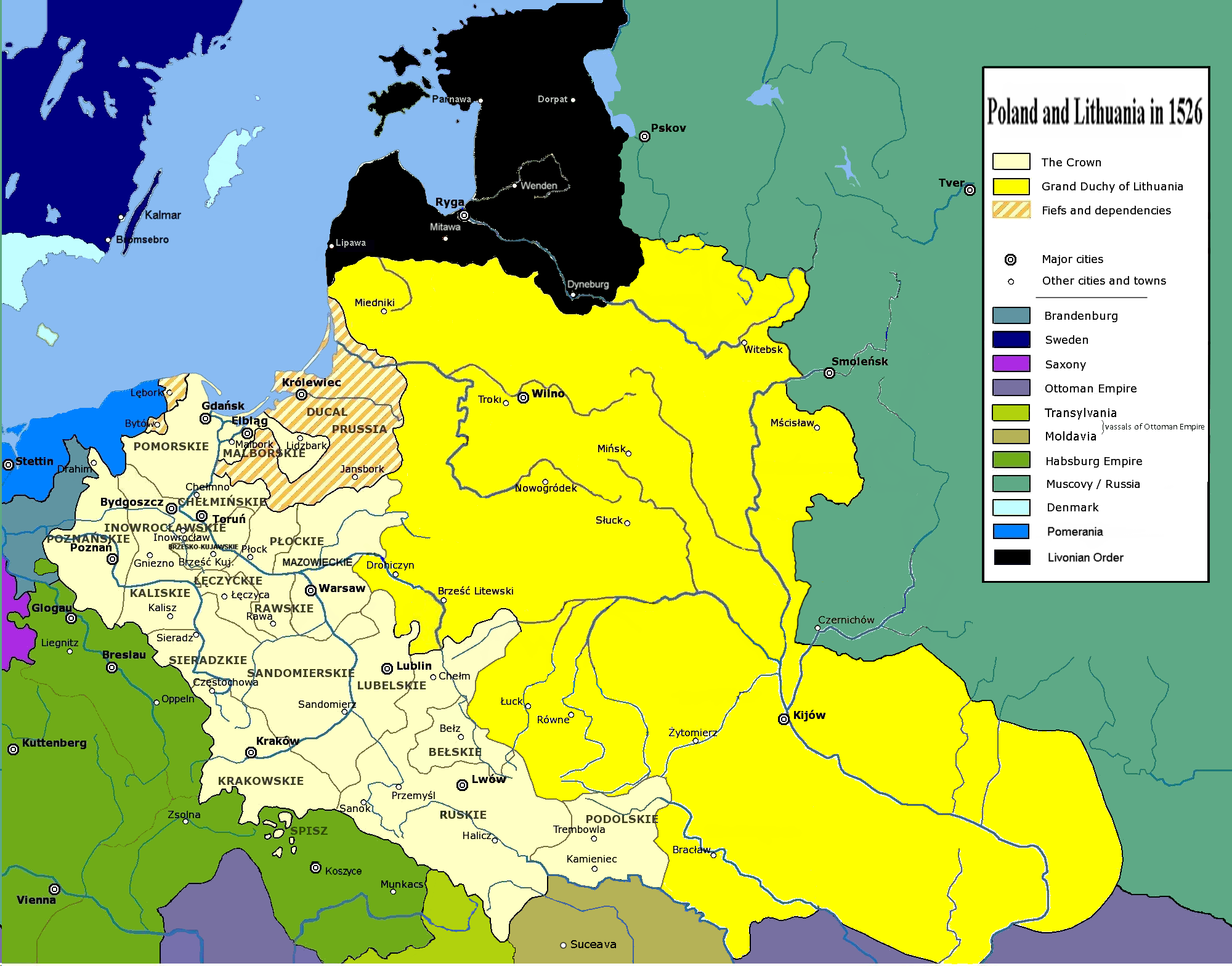
L'union de Pologne-Lituanie en 1526.

Les premiers hommes sont arrivés en Lituanie approximativement au XIIe millénaire av. J.-C. En 3000-2500 av. J.-C. (au IIIe millénaire av. J.-C.), des Indo-Européens-Baltes s'y sont installés.
Entre le Ve et le VIIIe siècle, des unions de tribus se sont constituées sur les terres occidentales : les Prussiens, les Yotvingiens (en), les Curoniens, les Sémigaliens, les Lituaniens, les Latgaliens. Au Xe siècle, les missions de l'Europe catholique ont commencé à évangéliser les Baltes païens. En 1009, le nom de la Lituanie est mentionné pour la première fois dans une description de la mission de St Bruno dans les Annales de Quedlinbourg.
L'histoire du royaume de Lituanie commence par l'unification des tribus lituaniennes par Mindaugas, au milieu du XIIIe siècle, en vue de lutter avec succès contre les chevaliers Teutoniques et les chevaliers Porte-Glaive. À l'exception de l'épisode de royaume catholique de Mindaugas et Morta, le pays est resté païen et est par la suite marqué par les règnes de Vytenis à partir de 1290 et de Gediminas de 1316 à 1341. Après le déclin de la Rus' de Kiev, le grand-duché de Lituanie dispute aux Mongols l'hégémonie sur les pays russes et étend fortement ses frontières vers l'est et le sud, dans tout le bassin du Dniepr, jusqu'à la mer Noire atteinte en 1412. Son influence contribue à générer les particularités des Biélorusses et des Ukrainiens par rapport aux « Grands-Russes ».
En 1386, le grand-duc de Lituanie, Jogaila (Jagellon), se marie avec la souveraine de Pologne Hedwige, ce qui crée l'union de Pologne-Lituanie qui aboutira en 1569 à la création de la république des Deux Nations. Cette union conduit les élites politiques lituanienne, biélorusse et ukrainienne à adhérer à la culture, à la langue polonaise, ainsi qu'à la foi catholique. Étant partie du royaume de Pologne, le grand-duché de Lituanie existe toujours dans la dénomination « république des Deux Nations » ou « union de Pologne-Lituanie ». Au terme des trois partages de la Pologne de la fin du XVIIIe siècle, les deux pays cessent d'exister politiquement en 1795. L'actuel territoire de la Lituanie est alors intégré à l'Empire russe jusqu'à la Première Guerre mondiale. L'Empire allemand l'occupe en 1915.
La république de Lituanie déclare son indépendance le 16 février 1918, mais ne participe pas aux négociations de Brest-Litovsk. L'Allemagne reconnaît la république de Lituanie le 23 mars 1918, la Russie soviétique le 12 juillet 1920, le Royaume-Uni le 24 septembre 1919 de facto et le 20 décembre 1922 de jure, les États-Unis le 28 juillet 1922, la France le 11 mai 1920 de facto et le 20 décembre 1922 de jure. L'ambassadeur de la république de Lituanie en France était le Délégué du Gouvernement Oskaras W. De L. Milosz-Milašius, puis à partir de 1925, Petras Klimas ; en Angleterre, Vincas Čepinskis, en Russie, Simonaitis-Vanagas (1920-1921) puis Jurgis Baltrušaitis (1921-1939), le père de l'historien de l'art Jurgis Baltrušaitis.
La Lituanie s’empare en 1923 du protectorat français de Memel, qui devient Klaipėda, après avoir perdu Vilnius en 1920. Vilnius comportait une forte population polonaise, et le maréchal polonais Józef Piłsudski, héros de l'indépendance polonaise de 1918, était né dans son ressort. À cause du désaccord sur Vilnius, la Lituanie et la Pologne n'entretinrent pas de relations diplomatiques entre 1920 et 1938. C'est donc Kaunas qui fut la capitale de la Lituanie de 1918 à 1940 ; Kaunas était alors appelée « capitale temporaire » (Laikinoji sostinė), ce qui est resté son surnom. Fin 1939, les Soviétiques rétrocèderont Vilnius à la Lituanie.
Le 14 juin 1940, le jour-même où les troupes allemandes entrent dans Paris, Staline donne l'ordre d'occuper les trois États baltes : l'Estonie, la Lettonie et la Lituanie,. Un an plus tard, en juin, les Soviétiques ont déporté quelque 43 000 citoyens baltes.
De l'opération Barbarossa en juin 1941 et jusqu'en juillet 1944, les nazis occupent à leur tour le pays et la Lituanie perd entre 83 % et 85 % de ses juifs,, (entre 130 000 et 140 000 personnes), selon les données de Yad Vashem et United States Holocaust Memorial Museum. Une partie de la population non juive (polonaise et lituanienne) a pu coopérer, mais une grande partie a mis sa vie en danger pour sauver des membres de la communauté juive. Selon les données de Yad Vashem, la Lituanie dénombre 916 Justes parmi les nations, la Pologne 7112, c'est-à-dire le plus grand nombre de personnes qui ont sauvé des juifs par habitant en Europe centrale (connaissant les punitions encourues). Il est nécessaire de se replacer dans le contexte de l'époque, la Lituanie était, pour sa partie la plus importante, polonaise.
Après l'opération Bagration, la Lituanie est à nouveau annexée par l'Union soviétique de 1944 à 1990. Les Soviétiques ont mis en place dans les Pays baltes un système de répression brutale des opposants politiques et de déportations massives, dont des femmes et des enfants lituaniens et polonais, dans des camps de travail forcé en Sibérie. Les jeunes organisent la « Mission Sibérie » depuis 2006 pour s'occuper des tombes lituaniennes là-bas,,,. La résistance contre l'occupation a duré jusqu'en 1953. Les États-Unis et la plupart des pays non-communistes membres de l'ONU, ainsi que, par la suite, le Parlement européen,, la CEDH et le Conseil des droits de l'homme de l'ONU n'ont pas reconnu l'incorporation de la Lituanie parmi les 15 républiques socialistes soviétiques et ont continué à la reconnaître de jure comme État souverain,,.

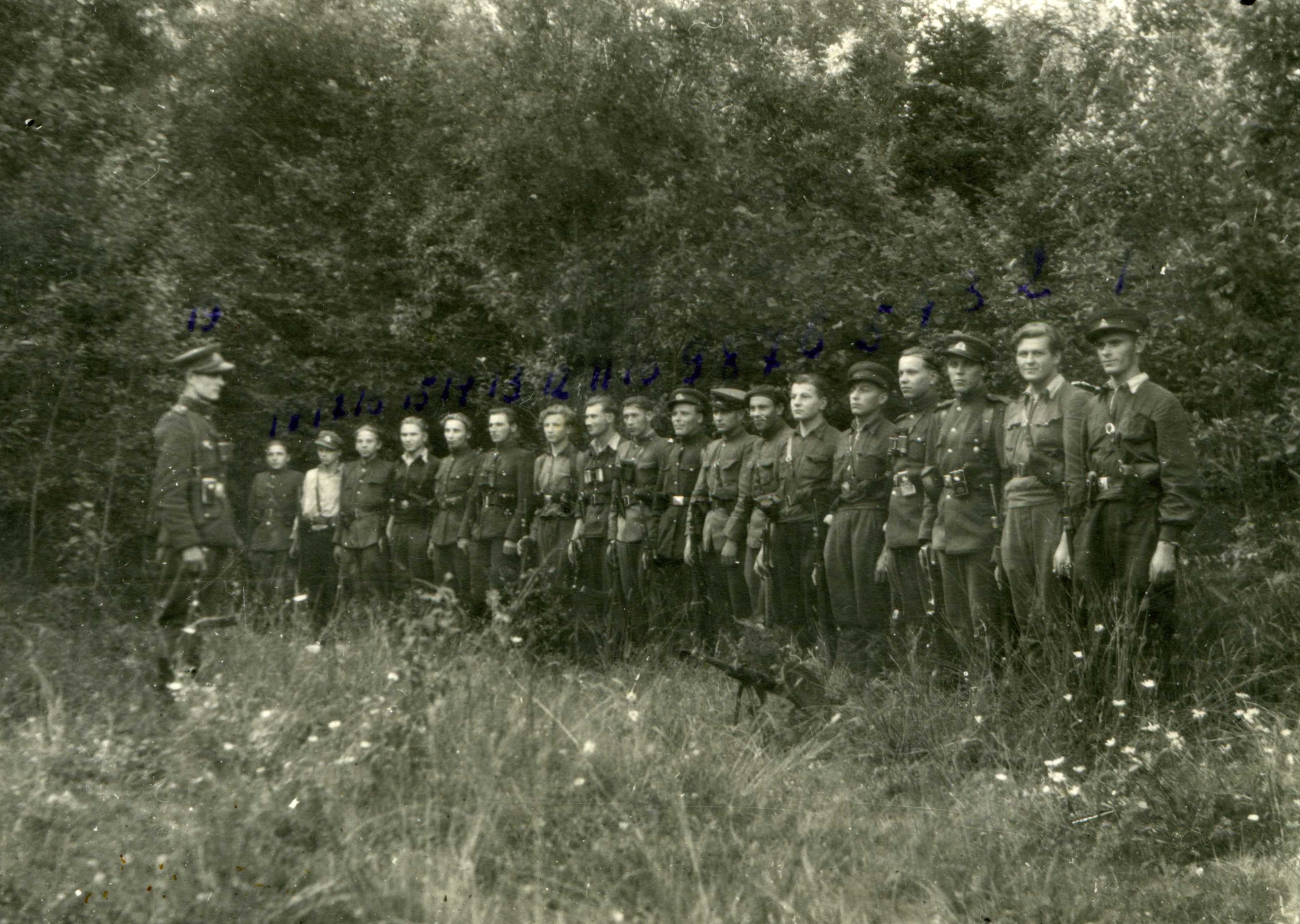
Partisans lituaniens antisoviétiques, années 1940-1950.

La Lituanie est la première république soviétique à déclarer son indépendance, le 11 mars 1990, deux années avant la disparition de l'URSS. Le 20 avril 1990, les Soviétiques imposent en représailles un blocus économique en cessant de livrer des matières premières (principalement du pétrole) à la Lituanie. Progressivement, les relations économiques ont ensuite été rétablies. Cependant, les relations se dégradent à nouveau en janvier 1991. Des tentatives de coup d'État sont menées par les forces armées soviétiques, et le KGB. Le pouvoir russe pensait que la situation économique dégradée du pays constituait un contexte favorable au succès de ces tentatives et qu'elles obtiendrait un réel soutien populaire.

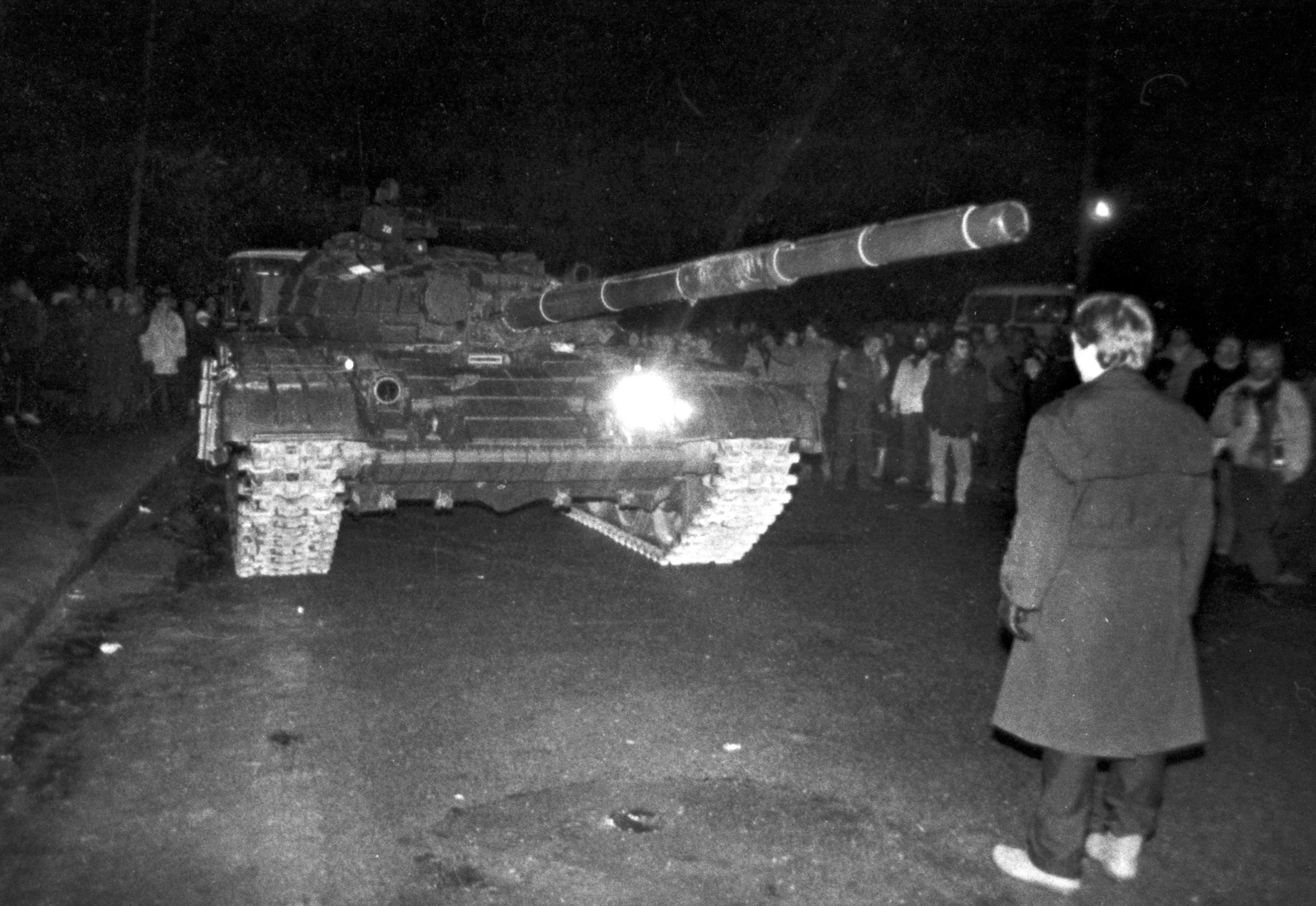
Citoyen lituanien non armé debout contre un char soviétique, Vilnius, 13 janvier 1991

Des habitants issus de toute la Lituanie ont afflué vers Vilnius pour défendre le Conseil suprême de la république de Lituanie et l'indépendance. Le coup d'État a néanmoins causé quelques victimes parmi les civils et a des pertes matérielles. Les habitants venus défendre le Parlement lituanien et les institutions d'État n'ont utilisé aucune arme, mais l'armée soviétique a tué 14 personnes et en a blessé des centaines. Une grande partie de la population lituanienne a participé à cet épisode des événements de janvier,.
Du fait de la non-reconnaissance internationale de son annexion par l'URSS, la Lituanie et ses voisins baltes ont pu, contrairement aux douze autres républiques ex-soviétiques, quitter la sphère d'influence russe, opter pour une politique euro-atlantique et finalement adhérer à l'OTAN en avril 2004, puis à l'Union européenne le 1er mai 2004.

## Politique

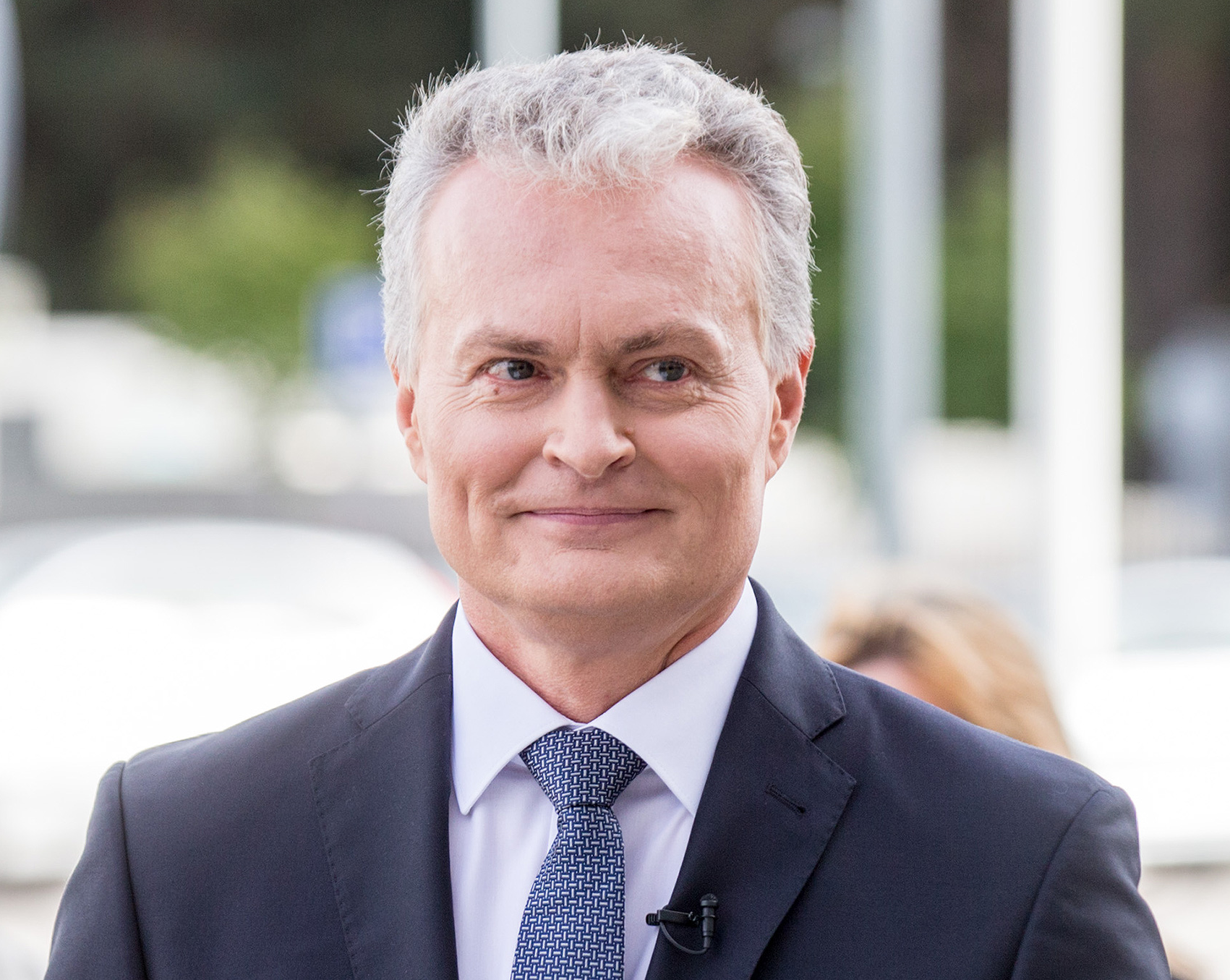
Gitanas Nausėda, le président.

La Lituanie est une république parlementaire. Ratifiée en octobre 1992, la Constitution prévoit que le président de la République assure la charge exécutive. Celui-ci est élu pour cinq ans au suffrage universel direct et nomme le Premier ministre. Le choix doit être approuvé par le Parlement.
Le Parlement lituanien est le Seimas et est monocaméral. Il se compose de 141 députés élus pour un mandat de quatre ans. Les électeurs disposent de deux bulletins de vote : le premier sert à élire, dans 71 circonscriptions, des députés élus au scrutin uninominal majoritaire à deux tours (le second tour éventuel se déroulant deux semaines après le premier), tandis que le second bulletin de vote sert à exprimer la préférence partisane de l'électeur, qui doit choisir entre plusieurs listes bloquées de 70 noms pour une circonscription nationale unique. Les 70 sièges de ce second contingent sont répartis, à la proportionnelle, entre tous les partis qui atteignent ou dépassent 5 % des suffrages exprimés (le décompte total étant fait à la fois sur les votes personnels exprimés dans les 71 circonscriptions et sur le vote partisan exprimé dans la circonscription unique), le décompte étant par ailleurs compliqué par le fait qu'un électeur a la faculté d'exprimer, au sein de la liste pour laquelle il se prononce, une préférence pour au plus cinq personnes parmi celles figurant sur cette liste.
La Cour constitutionnelle vérifie la conformité des lois à la Constitution, peut être saisie pour avis sur la ratification éventuelle d'un traité, est juge des élections présidentielles et législatives. Enfin elle peut être saisie par tout tribunal dans le cadre d'une question préjudicielle de constitutionnalité (article 110 de la Constitution).
Le pouvoir judiciaire est exercé par des tribunaux indépendants ayant à leur tête la Cour suprême. Depuis 2000, des tribunaux administratifs et une Cour administrative ont été institués.
La Lituanie est aussi un État observateur au sein de l'Organisation internationale de la francophonie.
Les présidents de la Lituanie et de la France se rencontrent régulièrement,,,,,,,.

### Relations avec l'Union européenne

#### Démarches d'adhésion (1990-2004)
Considérée comme « un maillon indispensable entre l'Europe et le monde slave », la Lituanie manifeste depuis son indépendance en 1990, selon les termes du groupe France-Pays baltes du Sénat français, « une volonté réelle d'ancrage à l'Europe ».
Le pays dépose officiellement sa demande d'adhésion à l'Union européenne le 8 décembre 1995. Elle s'efforce dès lors de satisfaire aux critères politiques et économiques qui conditionnent l'adhésion de tout nouvel État à l'Union européenne. La fermeture exigée par Bruxelles de la centrale nucléaire d'Ignalina, de type Tchernobyl, est l'un des points sensibles de la négociation. Elle reste d'ailleurs un sujet épineux entre l'Europe et la Lituanie. Les 12-13 décembre 1997, le Conseil européen de Luxembourg lance le processus d'adhésion de onze États, dont la Lituanie (avec l'appui de la Pologne), et décide que la préparation des négociations avec la Bulgarie, la Lettonie, la Lituanie, la Roumanie et la Slovaquie sera accélérée. Les 10-11 décembre 1999, le Conseil européen d'Helsinki décide d'ouvrir à partir de février 2000 les négociations d'adhésion avec six pays, dont la Lituanie, et les négociations d'adhésion entre l'UE et la Lituanie commencent le 15 février 2000. Les 12-13 décembre 2002, lors du Conseil européen de Copenhague, l'Union européenne et dix pays candidats à l'adhésion scellent leur union par un accord sur les conditions économiques et financières de l'élargissement. Il est décidé que Chypre, Malte, la Hongrie, la Pologne, la République tchèque, la Slovaquie, la Slovénie et les trois États baltes, Estonie, Lituanie et Lettonie rejoindront l'Union le 1er mai 2004.
Le 10 mai 2003, un référendum concernant l'adhésion à l'Union européenne a lieu et aboutit à la victoire du « oui » par 89,92 % des voix, contre 8,85 % d'opinions négatives (et 1,23 % de bulletins invalidés) ; le traité d'adhésion est signé le 16 avril 2003 à Athènes.

#### Depuis l'adhésion (2004)
La Lituanie adhère officiellement à l'Union européenne le 1er mai 2004.
Le 6 mai 2006, la Commission propose que la Slovénie adopte l'euro au 1er janvier 2007, mais elle rejette la demande similaire de la Lituanie, constatant que les conditions économiques ne sont pas encore pleinement remplies par ce pays. Le taux d'inflation en Lituanie dépasse alors de 0,1 point le maximum autorisé par les critères de convergence.

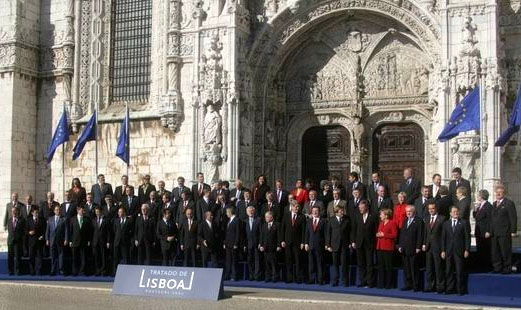
La Lituanie a signé le Traité de Lisbonne en 2007.

En 2009, la Lituanie est vivement critiquée par l'Union européenne lors de l'adoption au Seimas, le parlement lituanien, d'un amendement à la loi sur la « protection des mineurs » pour interdire dans le pays tout propos favorable à l'homosexualité. Cet amendement considère en effet que toute information publique évoquant favorablement l'homosexualité a des conséquences néfastes sur le développement physique, intellectuel et moral des mineurs. De nombreux députés européens protestent contre cette loi qui, selon les eurodéputés Sophia in't Veld et Ulrike Lunacek, « menace les valeurs européennes, le droit européen et la liberté d'êtres humains ». Le parlement européen vote alors une résolution dans laquelle il demande à la Lituanie de « réexaminer les modifications récentes de sa législation sur la protection des enfants afin d'éviter toute possibilité de discrimination fondée sur l'orientation sexuelle ».
Le 1er juillet 2013, elle prend la présidence de l'UE après l'Irlande et passe le relais à la Grèce le 1er janvier 2014.
Le 4 juin 2014, le feu vert pour son passage à l'euro au 1er janvier 2015 lui est donné par la Commission européenne et la Banque centrale européenne (BCE), : elle devient le 19e pays membre de la zone euro et abandonne de ce fait sa monnaie locale, le litas. Cette adhésion entraîne une modification de la gouvernance de la BCE.

### Liens avec la francophonie

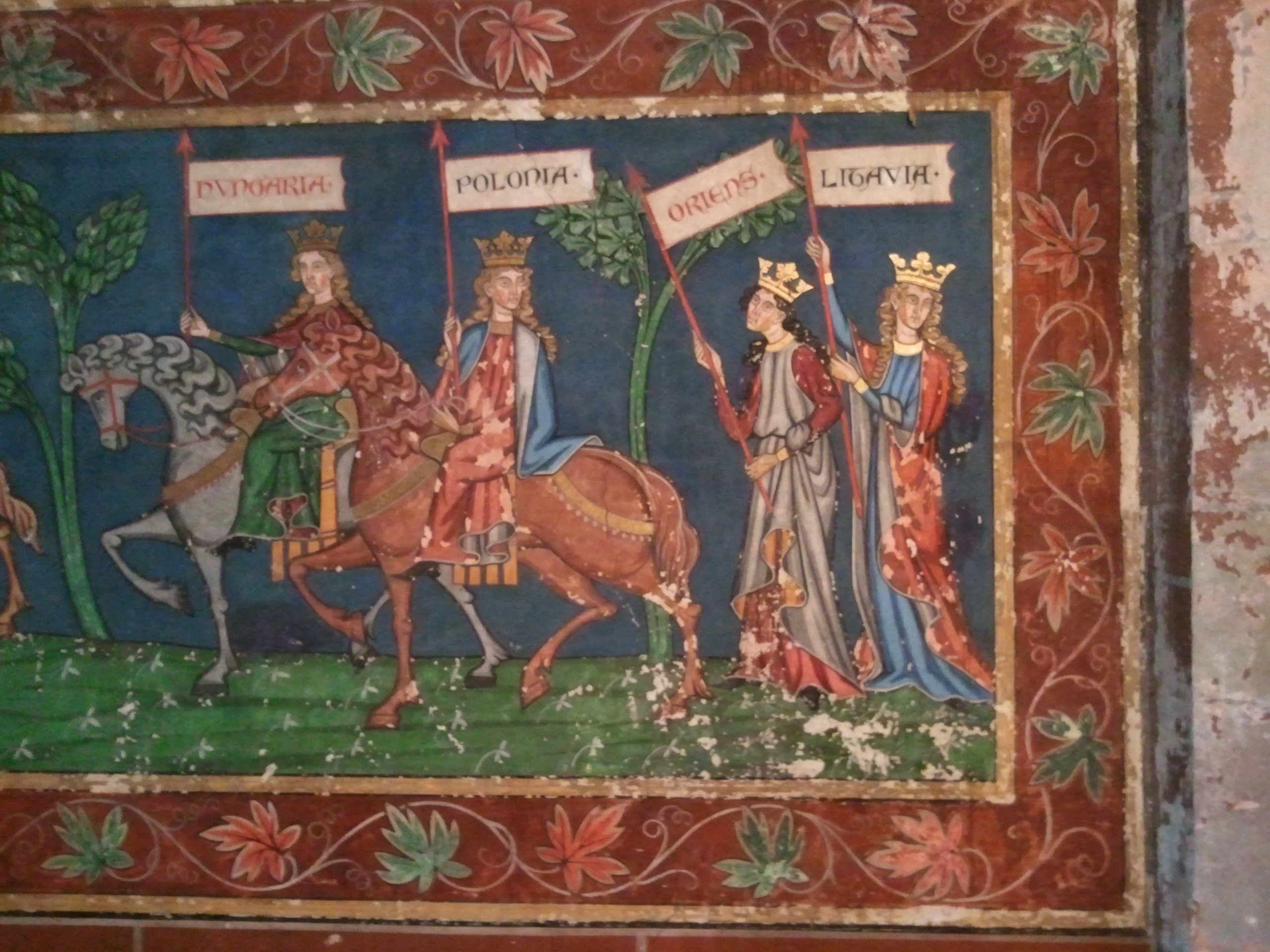
Une fresque du XIVe siècle dans l'église Saint-Pierre de Strasbourg montrant différents pays en route vers le christianisme. La Lituanie (Litavia) est représentée avec les terres qu'elle dirigeait à l'est (Oriens).

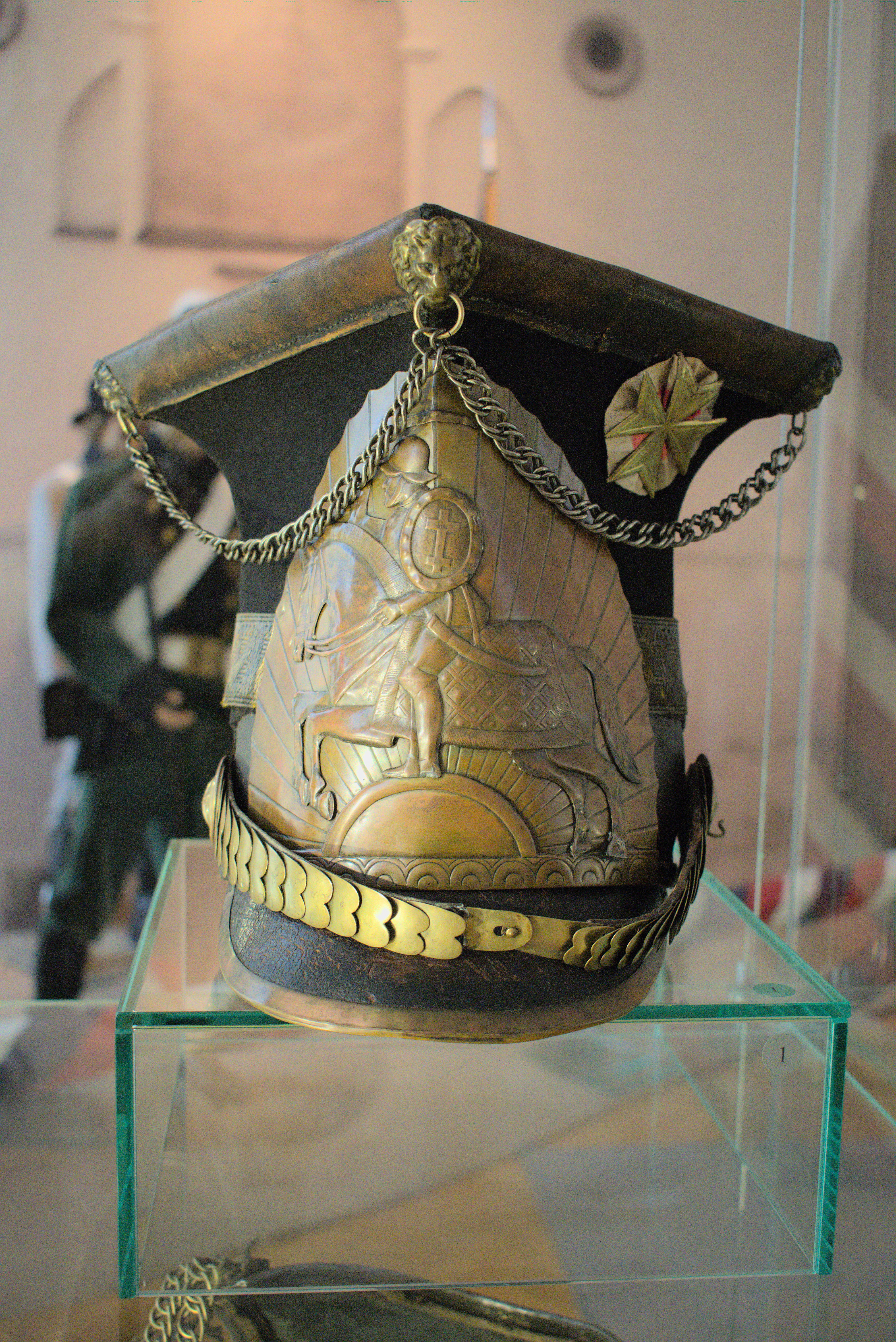
Chapeau de soldat aux armoiries de la Lituanie - Vytis du de uhlans lituaniens (Grande Armée).

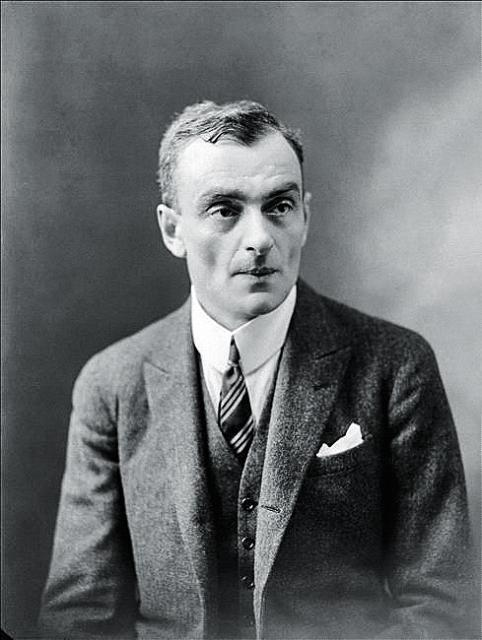
Oskaras Milašius, un poète lituanien de langue française et diplomate en poste à Paris de 1920 à 1938.

La Lituanie fait partie de l'Organisation internationale de la francophonie en tant qu'État observateur.
Les infrastructures francophones présentes en Lituanie comptent l'Institut français de Lituanie, l'École française de Vilnius et la Chambre de commerce franco-lituanienne.
L'une des premières femmes écrivains en Lituanie, Sophie de Choiseul-Gouffier a écrit ses œuvres en français. Des scientifiques français ont enseigné à l'Université de Vilnius, le plus célèbre d'entre eux étant Jean-Emmanuel Gilibert. Après avoir retrouvé son indépendance, l'envoyé de la Lituanie en France, Petras Klimas, a cherché à renforcer l'influence de la culture francophone en Lituanie. En 1936 la langue française s'est imposée comme la principale langue étrangère dans les écoles lituaniennes, de nombreux étudiants lituaniens ont étudié ou effectué des stages en France, et des enseignants et professeurs de français sont venus travailler en Lituanie. Des intellectuels lituaniens ayant vécu en France et écrivant en français - le poète Oskaras Milašius, l'historien médiéviste Jurgis Baltrušaitis, le traducteur et diplomate Ugnė Karvelis (en) ont traduit en français des auteurs latino-américains. Le sémioticien Algirdas Julien Greimas a travaillé toute sa vie en France et a fondé une école de sémiotique structurale.

## Économie
Jusqu'en 2015, la monnaie nationale était le litas (LTL : 3,45 litas pour un euro, taux de change fixe). L'inflation a atteint un pic de 12,3 % en mai 2008.
Première république soviétique à avoir cherché à s'affranchir des liens avec l'URSS, la Lituanie a particulièrement souffert des bouleversements économiques consécutifs à la proclamation de son indépendance et à l'effondrement du bloc de l'Est.
Depuis 2004 et son adhésion à l'Union européenne (sans nécessairement de lien de cause à effet), l'économie du pays a connu une forte croissance pendant les années 2000 (près de 10 % par an) : le chômage a chuté grâce au boom de la construction, les prix de l'immobilier ont grimpé en flèche. Mais de nombreux jeunes ont quitté le pays pour la Grande-Bretagne et l'Irlande. Le secteur du textile s'est bien développé ces dernières années pour des marques européennes haut de gamme. L'entrée du pays dans la zone euro a été recherchée notamment afin de stabiliser les institutions financières.
Avant le déclenchement de la crise économique de 2008, la croissance était de 8 % en 2007. En 2008, la crise frappe durement les pays baltes, dont la Lituanie, et les difficultés rencontrées par la Lettonie, l'Estonie et la Lituanie vont jusqu'à faire craindre la faillite des trois États. La prévision de récession atteint 10 % en avril 2009. Toutefois, grâce à la crise, l'inflation s'est fortement ralentie, et les autorités espèrent ainsi intégrer la zone euro plus rapidement. La crise balte est attribuée partiellement au comportement des banques suédoises.
Le mercredi 4 juin 2014, la Commission européenne, ainsi que la Banque centrale européenne ont donné leur feu vert pour l'entrée de la Lituanie dans la zone euro. Le 1er janvier 2015, l'État balte est devenu le 19e membre de la zone euro.
Aujourd'hui, le PIB par habitant est environ 22 % plus élevé que celui de la Pologne, 5 % au-dessus de celui de la Lettonie et le double de celui de la Russie.
Près de 30 % de la population lituanienne vivent dans la pauvreté en 2020. En 2024, le pays est classé en 35e position pour l'indice mondial de l'innovation.

## Démographie

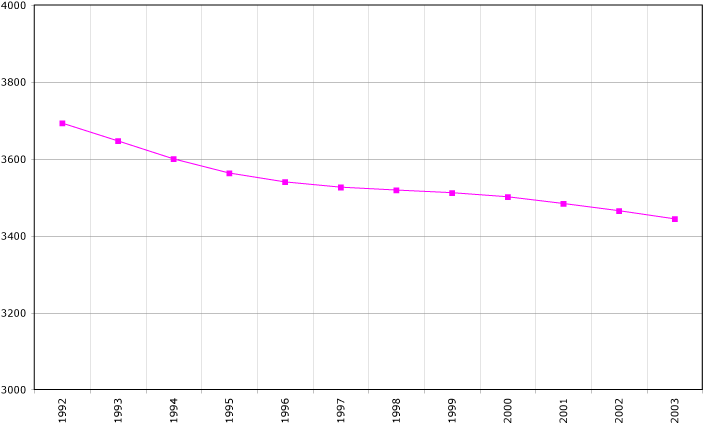
Évolution de la démographie entre 1992 et 2003 (chiffre de la FAO, 2005). Population en milliers d'habitants.

Tableau récapitulatif de la population selon l'ethnicité, :
| Groupe      | 1923      | 1970      | 2001      | 2011      | 2021      |
| ----------- | --------- | --------- | --------- | --------- | --------- |
| Lituaniens  | 80,1 %    | 80,1 %    | 83,45 %   | 84,2 %    | 84,6 %    |
| Allemands   | 4,1 %     | -         | 0,1 %     | -         | -         |
| Polonais    | 3 %       | 7,7 %     | 6,74 %    | 6,6 %     | 6,5 %     |
| Russes      | 2,3 %     | 8,6 %     | 6,31 %    | 5,8 %     | 5 %       |
| Biélorusses | 12 %      | 1,5 %     | 1,23 %    | 1,2 %     | 1 %       |
| Ukrainiens  | -         | 0,8 %     | 0,65 %    | 0,5 %     | 0,5 %     |
| Autres      | -         | -         | -         | 0,5 %     | 0,5 %     |
| Total       | 2 028 971 | 3 128 000 | 3 483 972 | 3 043 400 | 2 810 800 |

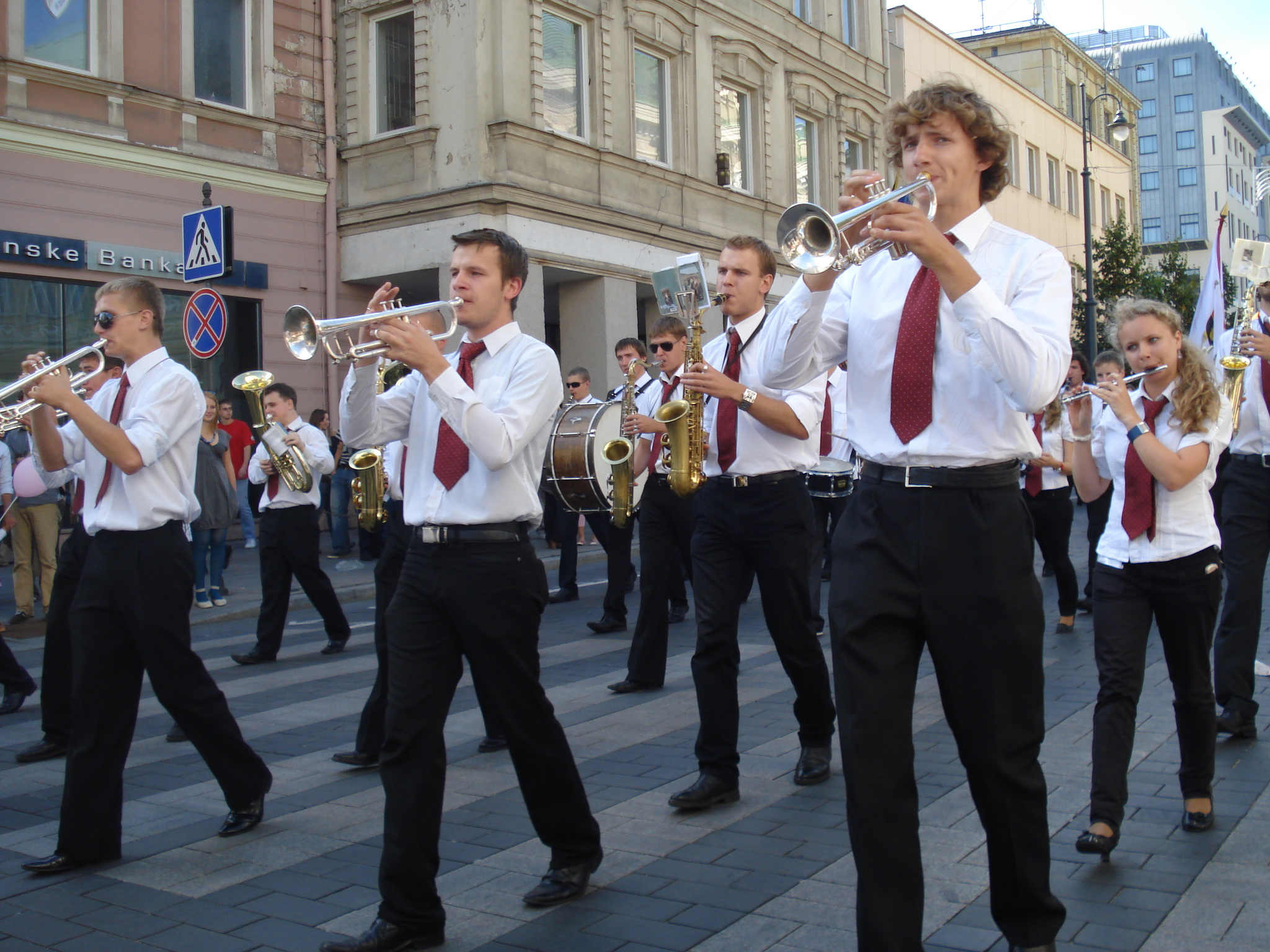
Défilé de l'Université de Vilnius à l'occasion de la rentrée universitaire.

- En 1923, la région de Vilnius, dont la ville était peuplée majoritairement de Polonais pendant des siècles et de Juifs, faisait partie de la Pologne, qui avait tenté de reconstituer son territoire d'avant les Partages entre la Russie, la Prusse et l'Autriche, en annexant la république de Lituanie centrale en 1922. Aujourd'hui, dans beaucoup de fiefs de la région de Vilnius (Trakai par exemple), les Polonais restent majoritaires malgré les politiques de « déplacements » forcés.
- Il est probable que la catégorie « Russes » en 1923 incluait des Biélorusses et des Ukrainiens (officiellement 43).
- L'importante minorité juive de Lituanie (les Litvaks) a été totalement anéantie par les nazis, la Lituanie ayant été occupée par l'Allemagne de 1941 à 1945.
- La minorité allemande ou germanisée (« Memelliens » dans le recensement de 1925), surtout présente à Memel (Klaipėda), a été expulsée par l'Armée rouge en 1945, à l'instar de celle de Prusse-Orientale (actuel territoire de Kaliningrad).

En 2005, la Lituanie était le pays présentant le plus haut taux de suicides au monde, avec 68,1/100 000 hommes par an et 12,9/100 000 femmes par an,.
Les Polonais de Lituanie font l'objet de discrimination de la part des autorités lituaniennes. Cela se traduit par une ostracisation des Polonais d'origine, de leur langue, débaptisant les noms polonais, ou en les rendant « plus lituaniens ». La Cour constitutionnelle lituanienne s'est prononcée contre la graphie polonaise des noms en novembre 2009, tentant de transformer ou d'effacer 600 ans d'une histoire riche entre les deux peuples.
La diaspora lituanienne compterait environ 1,3 million,.

### Religion
La religion prédominante est le catholicisme (79 %), mais l'orthodoxie (4,07 %), le protestantisme, le judaïsme et l'islam (Tatars baltiques) existent aussi, en tant que religions minoritaires. On trouve également à Trakai les derniers karaïtes d'Europe. Le néopaganisme est renaissant.

### Langues
La langue officielle de la Lituanie est le lituanien, qui est la langue maternelle de 85 % de la population.
Le polonais est la langue maternelle de 5,3 % de la population, et le russe de 7,2 %.

## Sports
Le sport numéro 1 en Lituanie est le basket-ball. Depuis son indépendance en 1990, la Lituanie est devenu une équipe de premier plan mondial. L'équipe nationale a terminé trois fois à la troisième place des Jeux olympiques en 1992 à Barcelone, en 1996 à Atlanta et en 2000 à Sydney. C'est une des meilleures nations européennes (avec notamment un titre de championne d'Europe en 2003) avec l'Espagne, la France, la Serbie, la Russie et la Grèce. Parmi les meilleurs joueurs, Saulius Štombergas, Ramūnas Šiškauskas, Artūras Karnišovas, Kšyštof et Darjuš Lavrinovič, Šarūnas Jasikevičius qui fut porte-drapeau de la délégation lituanienne à Pékin et qui a longtemps évolué en NBA.
En football, l'équipe nationale lituanienne est une équipe très rugueuse et physique dont les points forts sont son bloc défensif ainsi que son jeu aérien. Elle peut poser des problèmes à nombre de bonnes équipes ; lors des qualifications pour l'Euro 2008, elle a notamment réussi un match nul en Italie et lors de ses deux confrontations avec l'équipe de France, cette dernière a dû attendre à chaque fois la fin du match pour réussir à l'emporter. Ses meilleurs joueurs sont Tomas Danilevičius (Bologne FC 1909) qui est le meilleur buteur en sélection de l'histoire avec 13 buts, Edgaras Jankauskas (CF Belenenses) qui est passé aussi par le FC Porto, le FC Bruges et l'OGC Nice, et Andrius Velička (Rangers Football Club).
En cyclisme, la Lituanie possédait deux coureurs de bon niveau au début des années 2000 avec le grimpeur Marius Sabaliauskas (passé par chez Lampre notamment), et surtout avec Raimondas Rumšas qui termina troisième du Tour de France 2002, mais fut déchu pour dopage quelques jours après l'arrivée de ce Tour, et qui a depuis totalement disparu de la circulation. La relève fut assurée par le très bon Tomas Vaitkus qui est un bon sprinteur, un bon rouleur ainsi qu'un bon spécialiste des classiques flandriennes, il a notamment remporté une étape du Tour d'Italie en 2006 et terminé sixième du prestigieux Tour des Flandres en 2007. Ramūnas Navardauskas porta le maillot rose de leader sur le Tour d'Italie 2012 et remporta la 19e étape du tour de France 2014, ce qui fait de lui le premier Lituanien à remporter une étape du Tour de France.
En hockey sur glace, l'équipe nationale lituanienne est classée 25e au classement IIFH et évolue en deuxième division mondiale. Elle a cependant un joueur de très haut niveau avec Dainius Zubrus qui a évolué dans la LNH de 1996 à 2016 chez les Flyers de Philadelphie, les Canadiens de Montréal, les Capitals de Washington, les Sabres de Buffalo, les Devils du New Jersey et les Sharks de San José.
En athlétisme, la Lituanie est présente essentiellement à travers le lancer du disque, discipline très populaire. La Lituanie connut de grands lanceurs, comme Romas Ubartas (champion olympique en 1992 à Barcelone) et surtout Virgilijus Alekna qui est sûrement le meilleur lanceur de disque de la dernière décennie[Quand ?] avec à son palmarès deux titres de champion olympique en 2000 et 2004 et 2 titres de champions du monde en 2003 et 2005. Cependant Virgilijus Alekna qui a dominé sa discipline de main de fer entre 2000 et 2006 est depuis deux ans un peu plus en retrait, notamment par rapport à l'Estonien Gerd Kanter, malgré une médaille de bronze aux JO de Pékin.
Si le tennis lituanien est absent du haut-niveau mondial, la donne pourrait peut-être changer dans les années à venir avec Ričardas Berankis qui termina l'année 2007 à la place de numéro 1 mondial junior.
Enfin, la Lituanie est aussi présente dans les compétitions de natation par l'intermédiaire de la nageuse Rūta Meilutytė, qui remporta l'or olympique à Londres en 2012 et qui améliora les records d'Europe des 100 m brasse en grand et en petit bassin ainsi que celui du 50 m brasse en petit bassin en 2012 alors qu'elle n'avait que 15 ans. Elle est toujours détentrice de ces trois records en mai 2013.

### Galerie de sportifs lituaniens

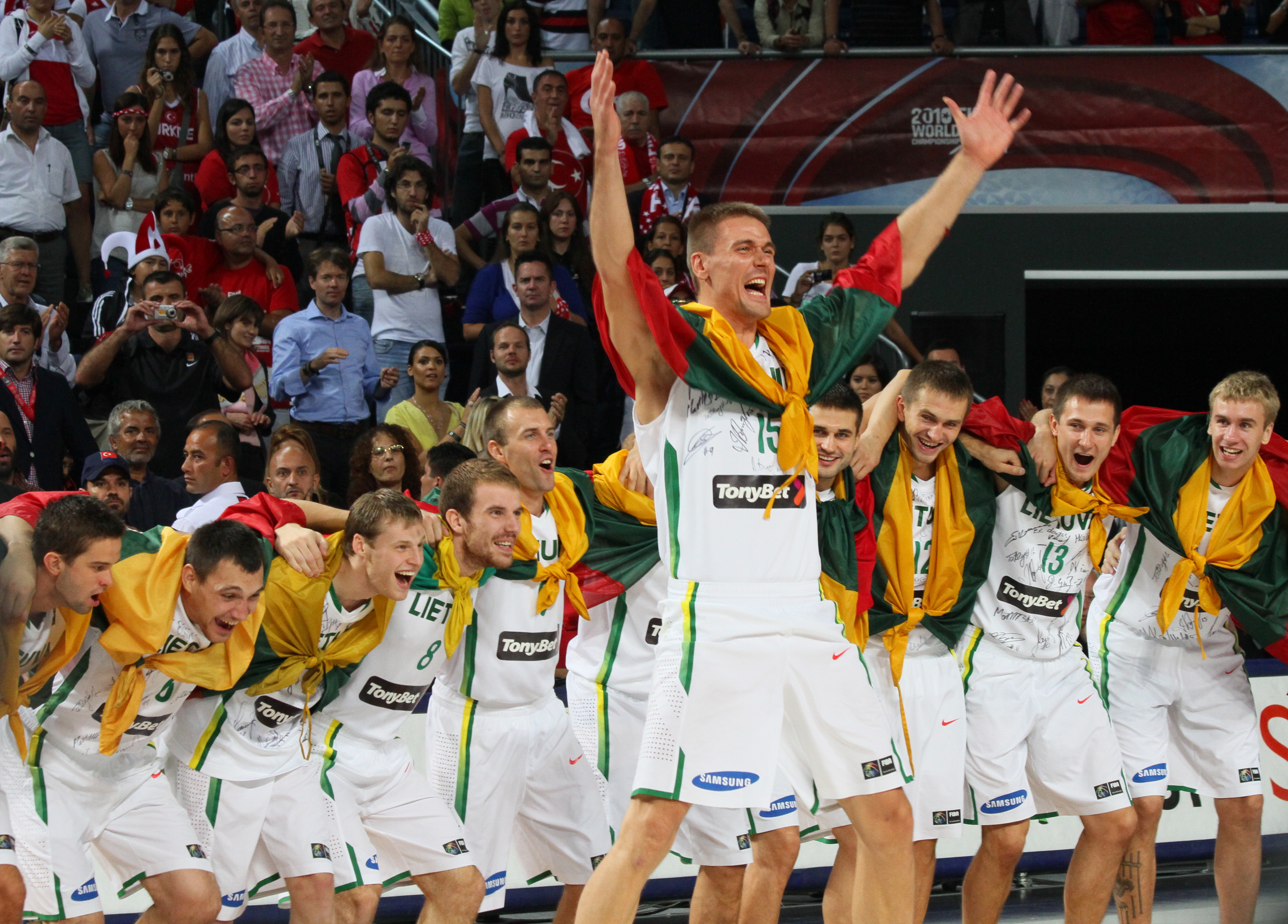
Équipe de Lituanie de basket-ball
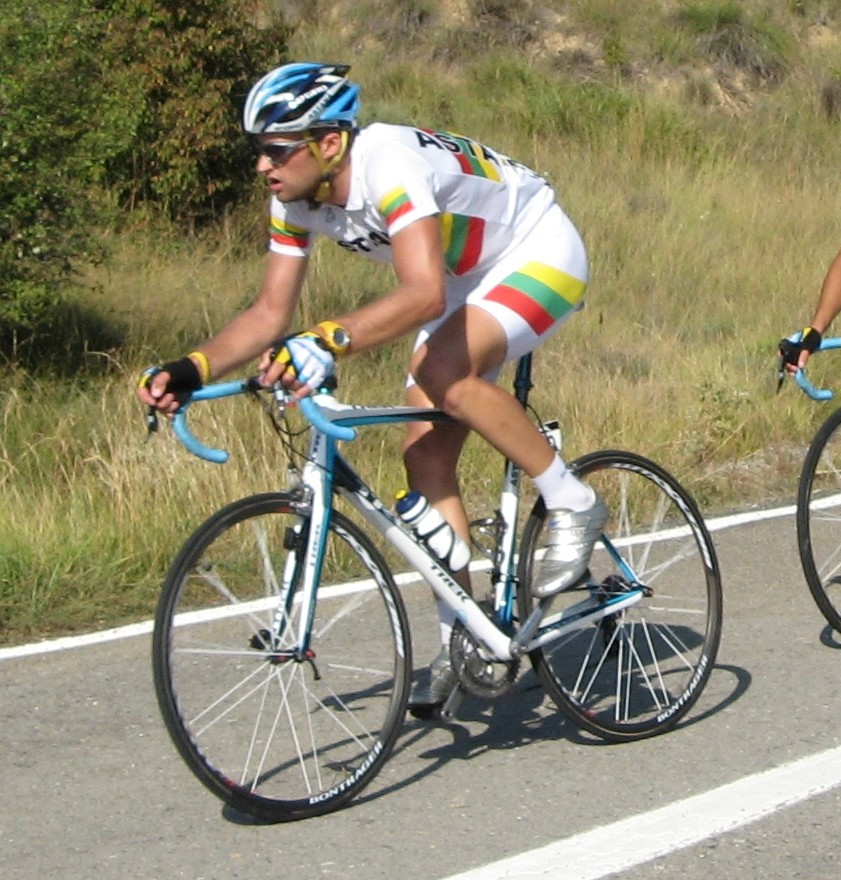
Tomas Vaitkus lors du Tour d'Espagne 2008.
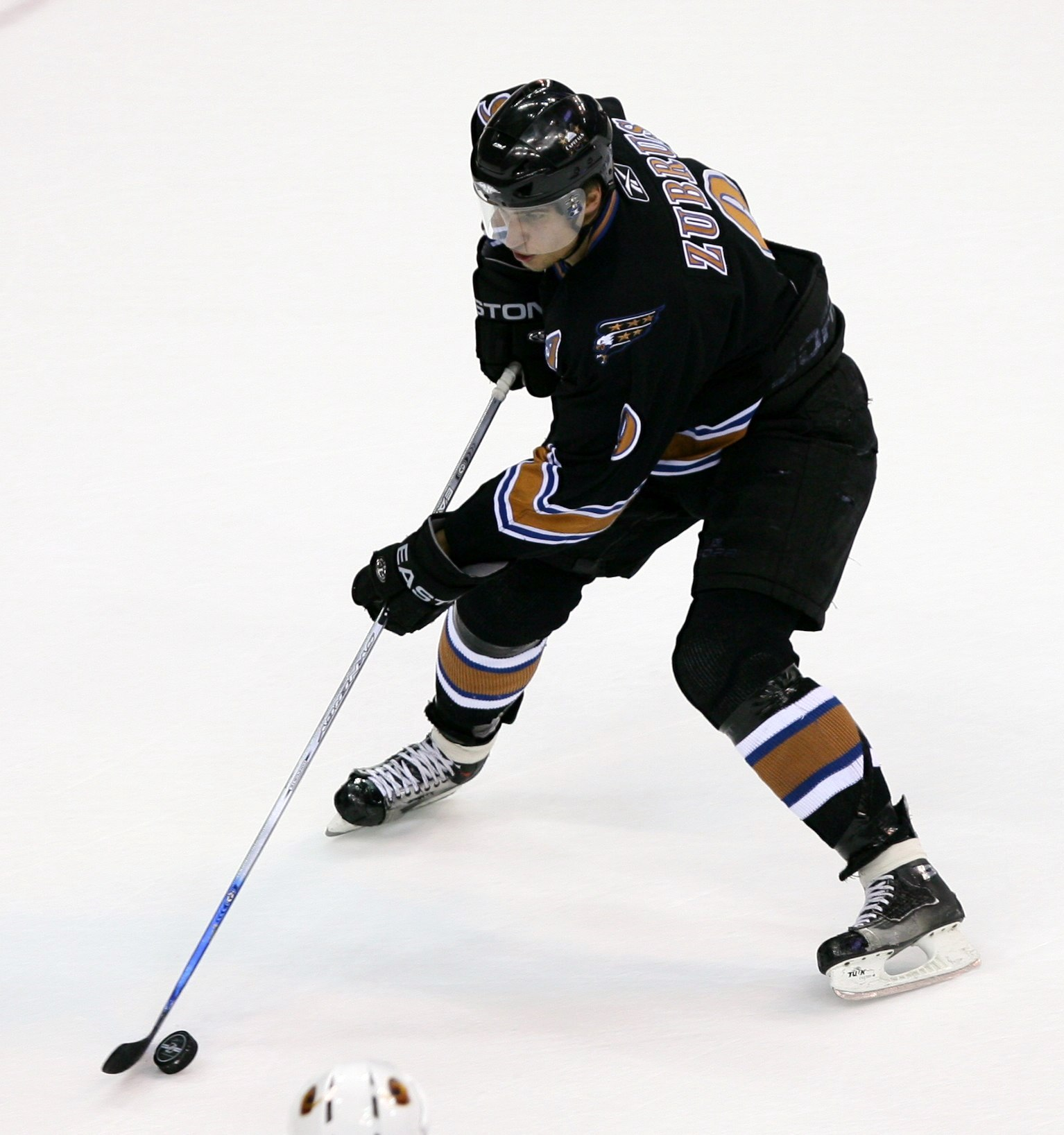
Dainius Zubrus.
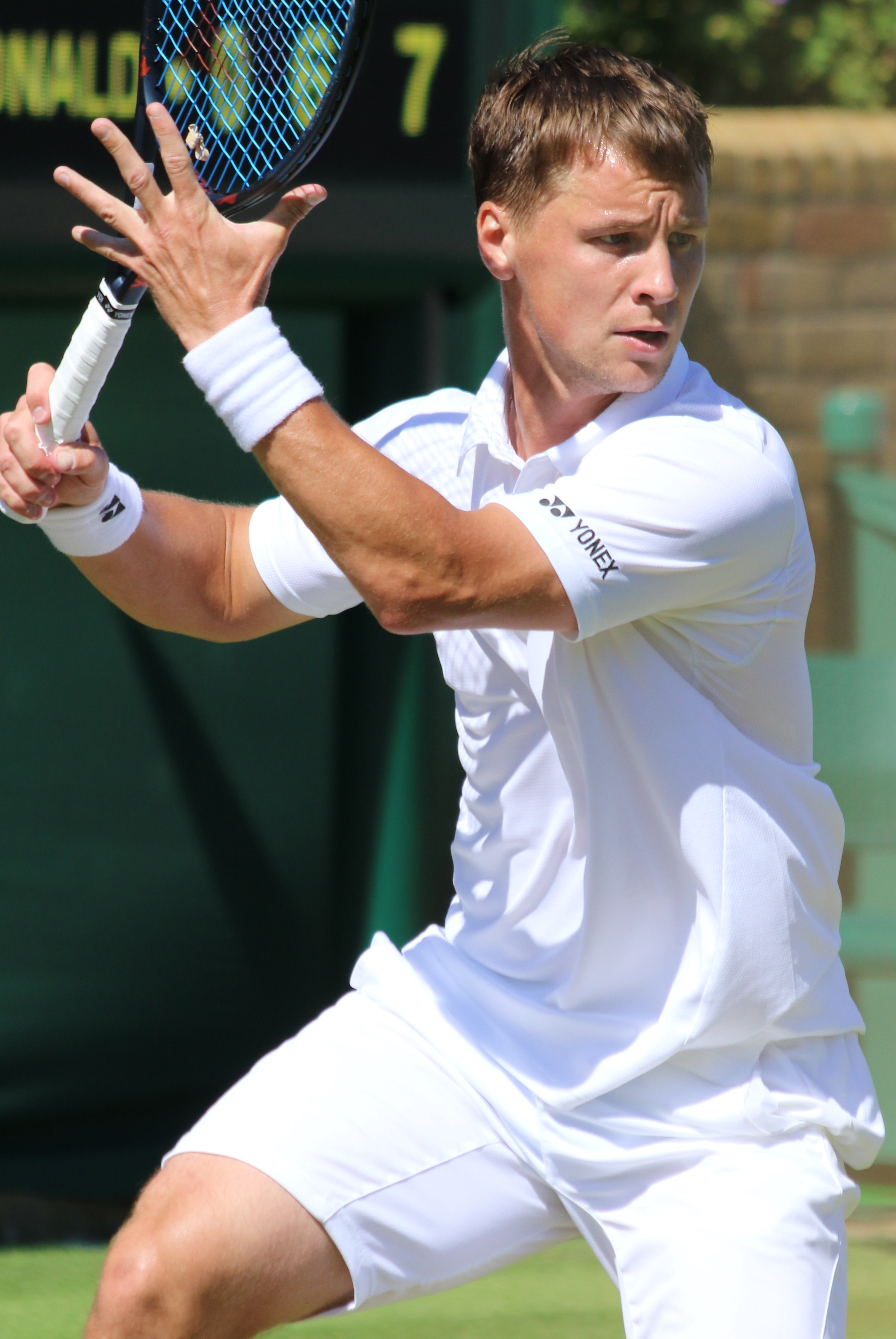
Ričardas Berankis.

## Culture

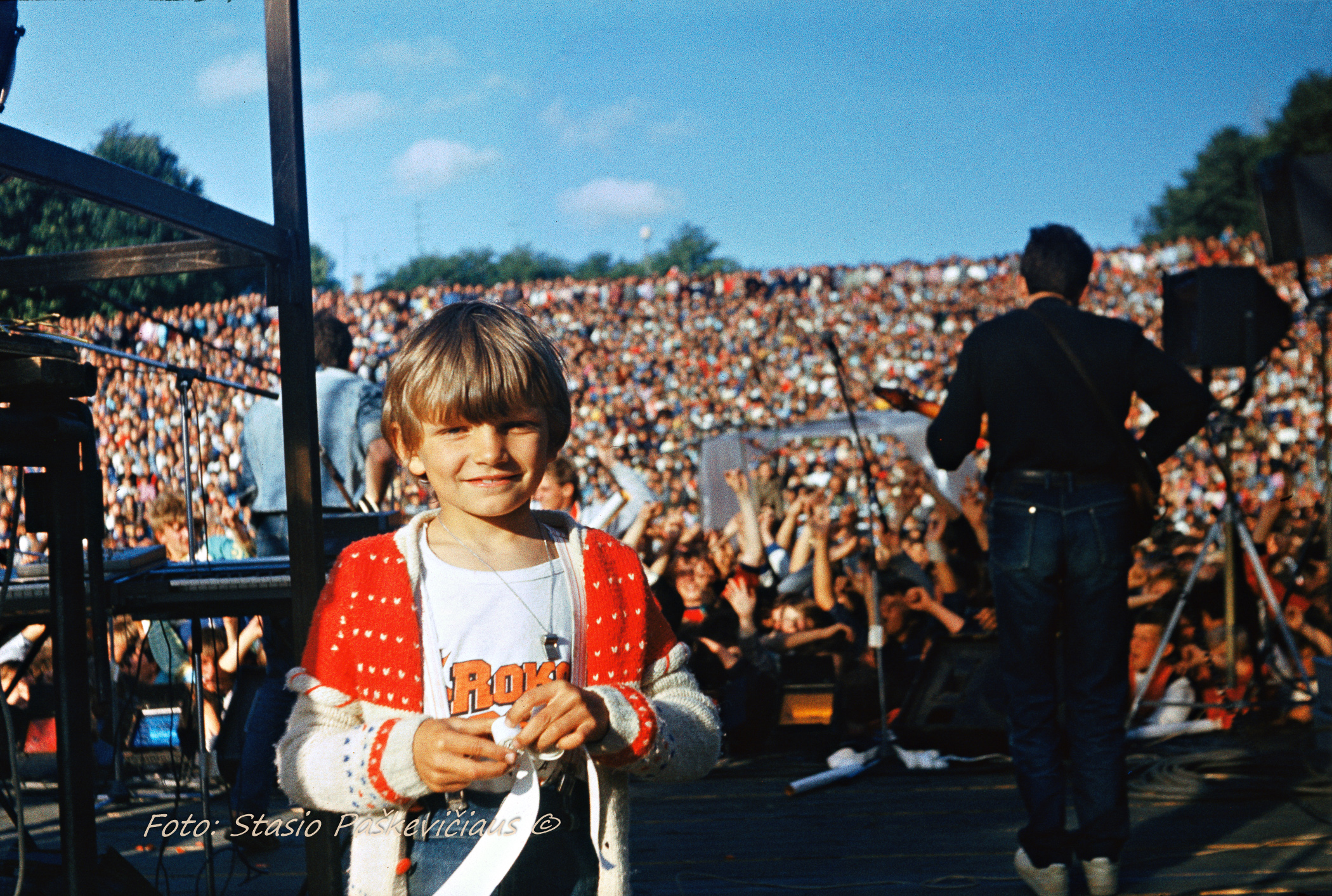
Un garçon souriant dans le concert de spectacle de musique rock.

La bande dessinée Haïkus de Sibérie raconte l'histoire des déportations d'enfants par les Soviétiques.
L'une des chansons folkloriques les plus anciennes est Už kalnelio ežerėlis (« Derrière la colline se trouve un petit lac »).[réf. nécessaire]
| Date            | Nom français    | Nom local | Remarques                                                   |
| --------------- | --------------- | --------- | ----------------------------------------------------------- |
| 1er janvier     | Nouvel an       |           |                                                             |
| 16 février      | Fête nationale  |           | Commémorant son indépendance en 1918                        |
| 11 mars         | Fête nationale  |           | Commémorant la restauration de son indépendance en 1990     |
| lundi de Pâques | Fête de Pâques  |           |                                                             |
| 1er mai         | Fête du travail |           |                                                             |
| 24 juin         | Saint Jean      | Joninės   | Fête païenne, qui célèbre la nuit la plus courte de l'année |
| 6 juillet       | Jour de l'État  |           | Le couronnement de Mindaugas en 1253                        |
| 15 août         | Assomption      |           |                                                             |
| 1er novembre    | Toussaint       |           |                                                             |
| 25-26 décembre  | Noël            | Kalėdos   | Noël                                                        |